# Palmodes californicus
Palmodes californicus är en biart som beskrevs av R. Bohart och Menke 1961. Palmodes californicus ingår i släktet Palmodes och familjen grävsteklar. Inga underarter finns listade i Catalogue of Life.